# Liste der Pfarren im Dekanat Schärding
Das Dekanat Schärding war ein Dekanat der römisch-katholischen Diözese Linz, das zuletzt 12 Pfarren umfasste.

## Auflösung
Das Dekanat wurde zum 31. Dezember 2022 im Zuge der von Bischof Manfred Scheuer umgesetzten Strukturreform der Diözese Linz als kirchliche Verwaltungseinheit aufgelöst und durch die mit 1. Jänner 2023 neu gegründete Pfarre Schärding ersetzt, dem die bis dahin eigenständigen Pfarren als „Pfarrteilgemeinden“ angehören. Die Seelsorger in den Pfarrteilgemeinden wurden dem hauptverantwortlichen Pfarrer der Pfarre Schärding als Kooperatoren zugeordnet.

## Pfarren mit Kirchengebäuden und Kapellen
| Ort                             | Pfarrverband | Patrozinium       | Kirchengebäude und Kapellen                                                       | Bild                                        |
| ------------------------------- | ------------ | ----------------- | --------------------------------------------------------------------------------- | ------------------------------------------- |
| Brunnenthal                     | Schärding    | Mariä Heimsuchung | Pfarrkirche Brunnenthal                                                           | Pfarrkirche Brunnenthal                     |
| Esternberg                      | Münzkirchen  | Hl. Bartholomäus  | Pfarrkirche Esternberg Filialkirche Pyrawang                                      | Pfarrkirche Esternberg                      |
| Freinberg                       | Münzkirchen  | Hl. Willibald     | Pfarrkirche Freinberg                                                             | Pfarrkirche Freinberg                       |
| Münzkirchen                     | Münzkirchen  | Mariä Himmelfahrt | Pfarrkirche Münzkirchen Filialkirche St. Sebastian                                | Pfarrkirche Münzkirchen                     |
| Schardenberg                    | Münzkirchen  | Hl. Laurentius    | Pfarrkirche Schardenberg Fatima-Wallfahrtskapelle Fronwald                        | Pfarrkirche Schardenberg                    |
| Stadtpfarre Schärding           | Schärding    | Hl. Georg         | Stadtpfarrkirche Schärding Kirche im Kurhaus der Barmherzigen Brüder              | Stadtpfarrkirche Schärding                  |
| St. Florian am Inn              | Schärding    | Hl. Florian       | Pfarrkirche St. Florian am Inn Filialkirche Teufenbach                            | Pfarrkirche St. Florian am Inn              |
| St. Marienkirchen bei Schärding | Schärding    | Mariä Himmelfahrt | Pfarrkirche St. Marienkirchen bei Schärding                                       | Pfarrkirche St. Marienkirchen bei Schärding |
| St. Roman                       | Münzkirchen  | Hl. Roman         | Pfarrkirche St. Roman                                                             | Pfarrkirche St. Roman                       |
| Suben                           | Schärding    | Hl. Lambert       | Pfarrkirche Suben                                                                 | Pfarrkirche Suben                           |
| Vichtenstein                    | Münzkirchen  | Hl. Hippolyt      | Pfarrkirche Vichtenstein Filialkirche Kasten Schlosskapelle der Burg Vichtenstein | Pfarrkirche Vichtenstein                    |
| Wernstein am Inn                | Schärding    | Hl. Georg         | Pfarrkirche Wernstein am Inn                                                      | Pfarrkirche Wernstein am Inn                |

## Dechante seit Gründung der Diözese Linz
- 1771–1789 Edmund Kreuzmayer († 1798), Pfarrer der Stadtpfarre Schärding 1771–1789
- 1789–1792 Joseph Thomas Dosch († 1807), Pfarrer der Stadtpfarre Schärding 1789–1792
- 1792–1800 Joseph Zellinger († 1800), Pfarrer der Stadtpfarre Schärding 1792–1800
- 1800–1812 Caspar Melchior Link († 1813), Pfarrer der Stadtpfarre Schärding 1800–1812
- 1812–1829 Sebastian Vinzenz Gräsbäck († 1829), Pfarrer der Stadtpfarre Schärding 1812–1830
- 1830–1838 Johann Baptist Postlbauer († 1838), Pfarrer der Stadtpfarre Schärding 1830–1838
- 1838–1845	Gottlieb Hackl († 1845), Pfarrer der Stadtpfarre Schärding 1838–1845
- 1845–1863 Joseph Heindl († 1863), Pfarrer der Stadtpfarre Schärding 1845–1863
- 1863–1866 Ignaz Dreyling (1804–1866), Pfarrer der Stadtpfarre Schärding 1863–1866
- 1867–1875 Josef Rothbauer (1805–1875), Pfarrer der Stadtpfarre Schärding 1867–1875
- 1876–1903 Karl Kiederle (1818–1903), Pfarrer der Stadtpfarre Schärding 1876–1903

- 1939–1948 Josef Starzinger (1874–1961), Pfarrer der Stadtpfarre Schärding 1939–1948
- 1948–1966 Josef Pilz (1902–1966), Pfarrer der Stadtpfarre Schärding 1948–1966
- 1967–1980 Josef Vösenhuber (1908–1980), Pfarrer von St. Marienkirchen bei Schärding 1939–1980
- 1980–1995 August Zauner (1924–1999), Pfarrer der Stadtpfarre Schärding 1966–1995
- 1995–2005 Franz Schobesberger (* 1935), Pfarrer von Brunnenthal 1984–2010
- 2005–2022 Eduard Bachleitner (* 1966), Pfarrer der Stadtpfarre Schärding 1999–2022

Josef Vösenhuber (Pfarrer von St. Marienkirchen) und Franz Schobesberger (Pfarrer von Brunnenthal) waren in diesem Zeitraum die einzigen Dechante von Schärding, die nicht auch gleichzeitig Pfarrer der Stadtpfarre waren.